# Nerja
Nerja est une ville et une commune de la comarque de La Axarquía, province de Malaga, communauté autonome d’Andalousie, en Espagne. Elle est située à une soixantaine de kilomètres de Malaga.

## Histoire
Nerja a une longue et ancienne histoire, prouvée par des peintures rupestres découvertes dans la fameuse grotte de Nerja en 1959. 
Sous le règne musulman, le nom était Narixa, qui signifie une "fontaine abondante" et qui est l'origine de l'actuel nom.
Au centre du village, il y a, le Balcon de l'Europe, un mirador qui offre une vue imposante de la mer à ses hôtes. Le nom de "Balcon de l'Europe" a été proposé par le Roi Alphonse XII d'Espagne qui a visité la province et en particulier la ville en 1885 après un séisme désastreux, et qui est resté captivé par la scène qui s'offrait à lui.
Nerja a quelques plages, entre lesquelles il faut remarquer celles de Burriana, Calahonda, Le Salon, La Torrecilla et le Playazo, avec un environnement qui n'a pas subi encore les conséquences de l'urbanisation incontrôlée du littoral malaguène.
Nerja possède un climat doux toute l'année, qui permet la culture de fruits subtropicaux comme le cherimoya ou l'avocat.

## Nature ( De la ville )
- Parc naturel des sierras de Tejeda, Almijara et Alhama (Sierras de Tejeda, Almijara y Alhama)
- Espace Naturel Los acantilados de Maro.

## Lieux touristiques

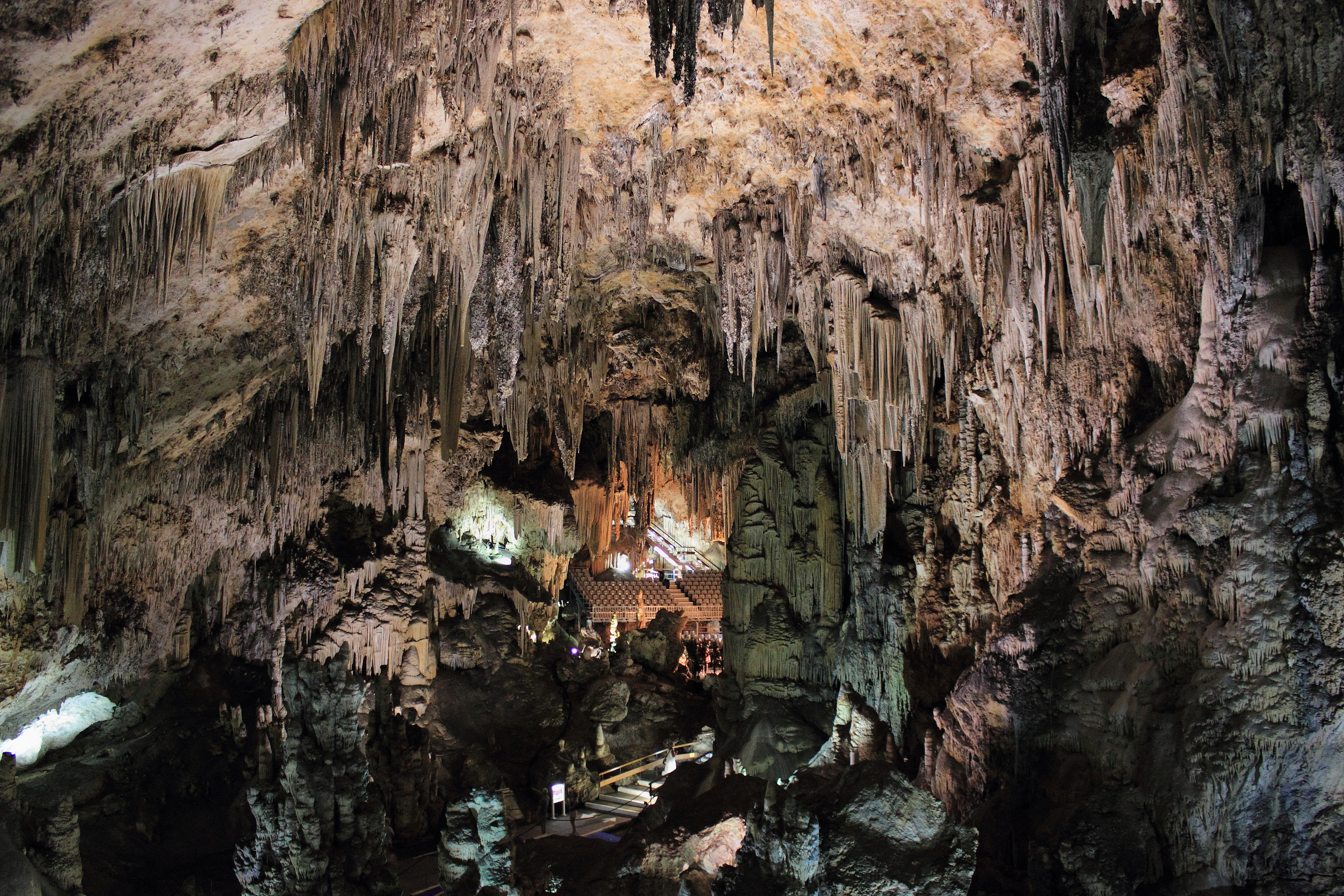
Les grottes de Nerja.

- Le balcon de l’Europe baptisé par Alfonso XII en 1885 lors d'une visite de cette ville après un tremblement de terre désastreux. Il fut baptisé ainsi car on dirait que l’Europe se termine ici, et que l’Afrique commence. En effet, cette veranda offre une vue imprenable sur la mer.
- Cueva de Nerja (Grottes de Nerja) se trouve près du village de Maro. Les grottes comprennent deux parties distinctes dont seulement une (un tiers des grottes) est ouverte au public. Près de 5 km de galeries pratiquement horizontales sont connues à ce jour représentant un volume de 350 000 m3. On y retrouve des stalactites, stalagmites, des colonnes et des peintures rupestres datant de 42 000 ans. En 1961, les grottes ont été déclarées monument historique et artistique, puis culturel en 1985, et finalement zone archéologique de la culture en 2005.
- Aqueduc d'alimentation en eau de la ville : travaux de génie civil du XIXe siècle construits pour transporter l'eau aux moulins de l'ancienne usine de sucre de San Joaquin de Maro. Il se compose de quatre étages de chevauchement d’arcs sur la pente raide du ravin Coladilla.
- la Dorada, le bateau du pêcheur Chanquete dans la série télévisée Le Bel Été (Verano Azul)
- Ermita de las Angustias : œuvre du style baroque du XVIIe siècle. On peut souligner son simple clocher et les fresques de la coupole attribuées à l'école de Grenade de la peinture par Alonso Cano.
- Iglesia de El Salvador : œuvre baroque et mauresque du XVIIe siècle. L’église possède une tour carrée et un clocher orthogonal. À l’intérieur on retrouve des peintures murales de Francisco Hernández.
- Iglesia de las Maravillas : petite église d’architecture populaire, également du XVIIe siècle et située dans la région de Maro.
- Ingenio de San Antonio Abad : une des rares usines de sucre qui restent parmi les nombreuses qui s’étendaient sur la côte de Malaga.
- Musée d’Histoire de Nerja : on y retrouve à l’intérieur un rappel de la préhistoire à nos jours. Le musée abrite un squelette entier nommé « Pepita » datant de 8 000 ans. Il dispose également d’ateliers éducatifs pour les plus jeunes avec des écrans tactiles. Le musée se situe à quelques minutes de marche du Balcon de l’Europe.

## Villes voisines
| Frigiliana | Cómpeta      | Otívar                  |
| Torrox     | Nerja        | Almuñécar, La Herradura |
|            | Méditerranée |                         |

## Démographie
Evolution démographique de Nerja depuis 1900
Source: INE

## Administration
| Période                                  | Période | Identité                   | Étiquette | Qualité |
| ---------------------------------------- | ------- | -------------------------- | --------- | ------- |
| 1979                                     | 1983    | Antonio Jiménez Gálvez     | PCE-PCA   |         |
| 1983                                     | 1987    | Antonio Villasclaras Rosas | AP        |         |
| 1987                                     | 1995    | Gabriel Broncano Rodríguez | PSOE-A    |         |
| 1995                                     | 2015    | José Alberto Armijo Navas  | PP        |         |
| 2015                                     | 2019    | Rosa Arrabal Téllez        | PSOE-A    |         |
| 2019                                     | -       | José Alberto Armijo        | PP        |         |
| Les données manquantes sont à compléter. |         |                            |           |         |

## Personnalités liées à la commune
- Nuria Fergó (1979), actrice et chanteuse.

## Jumelages
| Ville | Ville    | Pays | Pays      |
| ----- | -------- | ---- | --------- |
|       | Oullins  |      | France    |
|       | Pescia   |      | Italie    |
|       | San Juan |      | Argentine |